# رود تاچنشینی
تاچنشینی ریور (به انگلیسی: Tatshenshini River) رودخانه‌ای است که در کانادا جریان دارد.